# Bazmaghbyur
Bazmaghbyur là một đô thị thuộc tỉnh Aragatsotn, Armenia. Dân số ước tính năm 2011 là 1081 người.